# Tino Júnior
Celestino de Azevedo Vivas Júnior, más conocido como Tino Júnior (Río de Janeiro, 30 de julio de 1975), es un presentador de televisión y locutor de radio brasileño.

## Carrera
Actuó en la radio FM O Dia durante medios de los años 2000, hasta ser contratado para trabajar en el Sistema Globo de Rádio, primeramente en Beat98 desde 2008 y más tarde, desde 2009, en Rádio Globo, presentando el programa Vale-Tudo na Globo que reemplazó Quintal da Globo, por la noche y, años después, pasado a ser a la tarde. Algunas de sus marcas características son su fuerte sotaque de Río y el eslogan “Que isso, fera!” (“¡Qué esto, fiera!”, en portugués). Fue responsable por nombrar a dos Mujeres Fruta, Andressa Soares, la Mujer Sandía y Renata Frisson, la Mujer Melón.
El 15 de mayo de 2014, Tino recibió un nuevo desafío de presentar un programa humorístico, Alegria ao Meio-dia (Alegría al Mediodía), de las 12 a las 14 horas, junto con la Tropa de la Risa, compuesta por Maurício Menezes, Helio Junior y Sergio Ricardo. Vale-Tudo fue reemplazado por David da Tarde (David de la Tarde), presentado por David Rangel, de las 14 a las 17 horas.
Después de seis años, Tino dejó definitivamente el Sistema Globo de Rádio. El programa Alegria pasó a ser conducido por Mário Esteves y también Beat98, pues fue contratado por Record para conducir el noticiero RJ no Ar. En enero de 2018, presentó interinamente el programa Hoje em Dia, en las vacaciones de César Filho.
En junio de 2018, regresó a la radio FM O Dia, presentando el nuevo programa Que Isso, Fera! (¡Qué Esto, Fiera!) por la mañana y permanece en Record con Balanço Geral RJ en el período de la tarde. Tino dejó FM O Dia en 2021, quedándose solamente en la televisión.

## Vida personal
Estuvo casado con la servidora pública Gabriela Vivas, con quien tuvo un hijo, llamado Miguel. Ellos se separaron en junio de 2024.

## Trabajos

### Radio
- Na Madruga - FM O Dia
- Que Isso, Fera! - FM O Dia
- Show do Tino - Beat98
- Programación a los sábados da Beat98 - Beat98
- Bate Boca - Beat98 (solamente a los sábados)
- Vale Tudo - Rádio Globo
- Alegria do Meio Dia - Rádio Globo

### Televisión
- RJ no Ar - Record Rio
- Balanço Geral Manhã - Record
- SP no Ar - Record São Paulo
- Balanço Geral RJ - Record Rio
- Hoje em Dia - Record
- Voz estándar oficial de promos - Record Rio

## Premios y nominaciones
| Año  | Premiación                | Categoría                  | Resultado | Ref.         |
| 2023 | Melhores do Ano NaTelinha | Mejor Presentador(a) Local | Ganador   | [ 9 ] [ 10 ] |